# Roberto Palazuelos
Roberto Palazuelos  (Acapulco, Guerrero, 1967. január 31. –) mexikói színész.

## Élete és pályafutása
1967. január 31-én született. Édesapja mexikói, édesanyja francia. 
Első szerepét 1989-ben kapta a Mi segunda madre című telenovellában. Feleségül vette Yadira Garza-t. Van egy fiuk, Roberto.

## Filmográfia

### Telenovellák
- Hasta el fin del mundo (2014) .... Mauro Renzi
- Que bonito amor (2012-2013) .... Giuliano Rina
- Una familia con suerte (2011) .... Mike Anderson
- Llena de amor (2010-2011) .... Mauricio Fonseca Lombardi
- Mindörökké szerelem (Mañana es para siempre) (2008-2009) .... Camilo Elizalde Rivera
- Bajo las riendas del amor (2007) .... Cristian del Valle
- Lety, a csúnya lány (La fea más bella) (2006-2007) .... Pedro Barman
- Apuesta por un amor (2004-2005) .... Francisco Andrade
- Niña amada mía (2003) .... Rafael Rincón del Valle
- Mi vida eres tú (2002)  .... Aristeo Borgia
- Hajrá skacok (¡Vivan los niños!) (2002-2003) .... Pantaleón
- Salomé (2001-2002) .... Beto 'El Figurín'
- Carita de ángel (2000-2001) .... Flavio Romero Medrano
- Amor gitano (1999) .... Claudio
- Amada enemiga (1997) .... Mauricio
- Para toda la vida (1996) .... Rolando
- Pobre niña rica (1995) .... Gregorio
- Dos mujeres, un camino (1993) .... Raymundo
- Muchachitas (1991-1992) .... Roger
- Simplemente María (1989-1990) .... Pedro
- Mi segunda madre (1989) .... David